# Settimio Todisco
Settimio Todisco (Brindisi, 10 maggio 1924 – Ostuni, 26 marzo 2025) è stato un arcivescovo cattolico italiano.

## Biografia
Nacque a Brindisi, città capoluogo di provincia e sede arcivescovile, il 10 maggio 1924 da Vincenzo e Grazia Asciano, originari di Ostuni.

### Formazione e ministero sacerdotale
Compì gli studi dapprima nel seminario diocesano di Ostuni e poi nel Pontificio Seminario Regionale Pugliese "Pio XI" di Molfetta.
Il 27 luglio 1947 fu ordinato presbitero, nella chiesa di San Vito martire presso il monastero delle carmelitane ad Ostuni, dall'arcivescovo metropolita di Brindisi Francesco de Filippis.
Iniziò il ministero in qualità di docente e di vicerettore nel seminario di Ostuni; contemporaneamente insegnò religione nelle classi del ginnasio e fu coadiutore nella parrocchia della cattedrale di Ostuni.
Nell'ottobre del 1950 venne trasferito, con la nomina di rettore del seminario, nella rinnovata sede di Brindisi. In quegli anni collaborò con la FUCI e con l'istituto magistrale di Brindisi.
L'arcivescovo Nicola Margiotta, nel giugno 1957, lo richiamò a Ostuni nominandolo canonico teologo, prefetto di curia, delegato vescovile per l'Azione Cattolica ed assistente del Movimento Laureati.
Nel 1962 gli venne affidato l'ufficio di vicario generale e, l'anno successivo, ricevette la nomina pontificia di protonotario apostolico. Fu arciprete del capitolo della cattedrale, insegnante di religione nel liceo classico e membro della consulta dell'Istituto pastorale pugliese.

### Ministero episcopale
Il 15 dicembre 1969 papa Paolo VI lo nominò vescovo titolare di Bigastro ed amministratore apostolico sede plena delle diocesi di Molfetta, Giovinazzo e Terlizzi. Il 15 febbraio 1970 ricevette l'ordinazione episcopale, nella cattedrale di Ostuni, dal cardinale Corrado Ursi, co-consacranti l'arcivescovo Nicola Margiotta e il vescovo Achille Salvucci.
Il 24 maggio 1975 venne promosso arcivescovo della sede metropolitana di Brindisi; il 18 luglio prese possesso dell'arcidiocesi, nella cattedrale di Brindisi, mentre il 27 luglio fece il suo ingresso nella cattedrale di Ostuni.
Durante il suo episcopato avvenne l'unificazione della diocesi di Ostuni e dell'arcidiocesi metropolitana di Brindisi. Fu, pertanto, l'ultimo arcivescovo di Brindisi ad aver ricevuto il pallio.
Il 5 febbraio 2000 papa Giovanni Paolo II accolse la sua rinuncia, presentata per raggiunti limiti di età, al governo pastorale dell'arcidiocesi di Brindisi-Ostuni; gli succedette Rocco Talucci, fino ad allora vescovo di Tursi-Lagonegro. Rimase amministratore apostolico dell'arcidiocesi fino all'ingresso del successore, avvenuto l'8 aprile seguente. Da arcivescovo emerito si ritirò presso le suore oblate benedettine di Ostuni. Dal 16 luglio 2023 fu il vescovo italiano vivente più anziano.
Morì ad Ostuni, il 26 marzo 2025, all'età di 100 anni. Dopo le esequie, celebrate due giorni dopo dall'arcivescovo di Bari-Bitonto Giuseppe Satriano nella concattedrale di Ostuni, venne sepolto temporaneamente nel cimitero della stessa città.

## Genealogia episcopale
La genealogia episcopale è:
- Cardinale Scipione Rebiba
- Cardinale Giulio Antonio Santori
- Cardinale Girolamo Bernerio, O.P.
- Arcivescovo Galeazzo Sanvitale
- Cardinale Ludovico Ludovisi
- Cardinale Luigi Caetani
- Cardinale Ulderico Carpegna
- Cardinale Paluzzo Paluzzi Altieri degli Albertoni
- Papa Benedetto XIII
- Papa Benedetto XIV
- Papa Clemente XIII
- Cardinale Marcantonio Colonna
- Cardinale Giacinto Sigismondo Gerdil, B.
- Cardinale Giulio Maria della Somaglia
- Cardinale Carlo Odescalchi, S.I.
- Cardinale Costantino Patrizi Naro
- Cardinale Lucido Maria Parocchi
- Papa Pio X
- Papa Benedetto XV
- Papa Pio XII
- Cardinale Carlo Confalonieri
- Cardinale Corrado Ursi
- Arcivescovo Settimio Todisco